# Mercer County Park

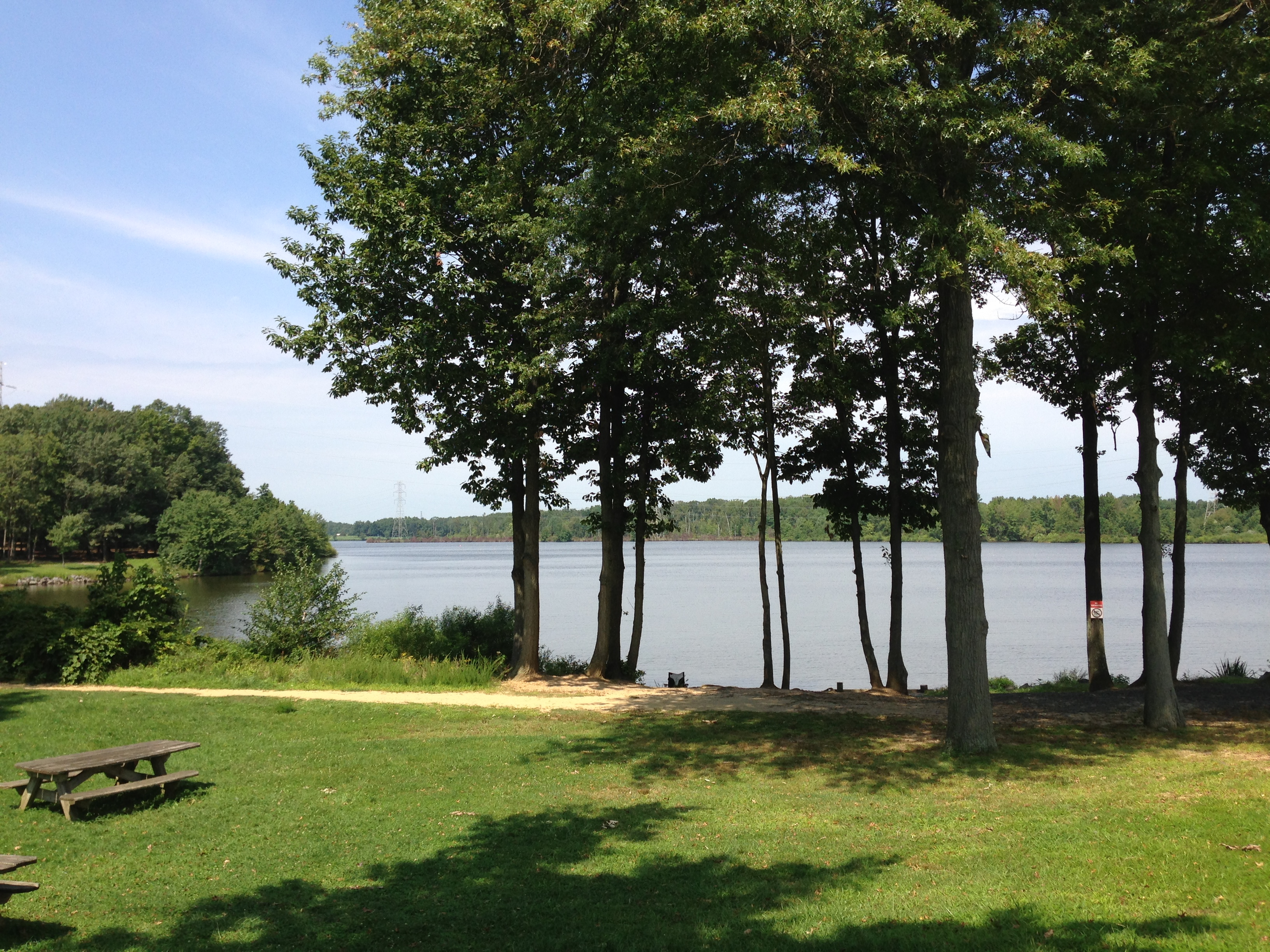
Tables de pique-nique et sentier pédestre le long de la rive du lac Mercer au Mercer County Park

Le Richard J. Coffee Mercer County Park est un parc de loisirs situé principalement dans West Windsor dans le comté de Mercer, New Jersey. Il est plus communément appelé simplement Mercer County Park, il a été renommé en l'honneur du sénateur de l'État du New Jersey, Richard J. Coffee, le 15 octobre 2009.

## Description
Le parc couvre une grande partie du sud de Windsor-Ouest, avec des portions s'étendant jusqu'à Hamilton et Lawrence. Mercer Lake, situé dans le parc, abrite le centre d'entraînement de l'équipe olympique américaine d'aviron. L'Association nationale de softball a honoré la Commission du parc du comté de Mercer avec son "Prix des parcs exceptionnels" pour les terrains de softball et les installations du Mercer County Park. Il a servi de terrain à la New Jersey Pride de la Major League Lacrosse pour des matchs en 2004, 2005 et 2006.  